# Plan Z

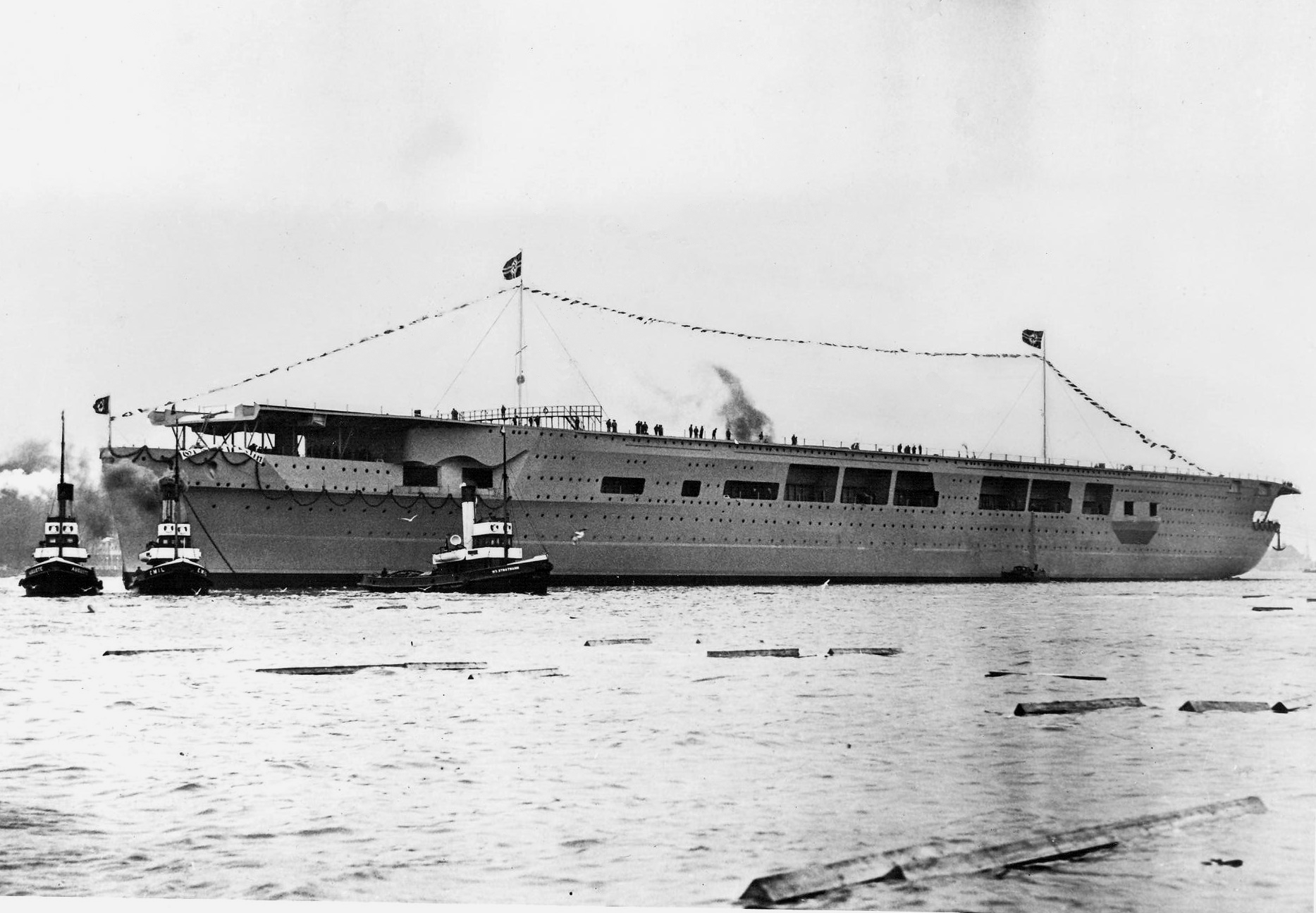
Budowany w ramach realizacji Planu Z lotniskowiec „Graf Zeppelin”

Plan Z – (niem. Ziel Plan) zatwierdzony przez Adolfa Hitlera w 1939 roku plan rozbudowy niemieckiej Kriegsmarine, do poziomu umożliwiającej jej podjęcie walki z brytyjską Royal Navy. Plan zakładał budowę 10 pancerników (sześć „superpancerników” 72 000 ton wyporności każdy i cztery duże pancerniki), czterech lotniskowców, trzech krążowników liniowych, 3 „pancerniki kieszonkowe”, pięć krążowników ciężkich, 60 krążowników lekkich, 68 niszczycieli, 90 okrętów torpedowych oraz 249 do 300 okrętów podwodnych. Plan Z zakładał iż w wyniku jego realizacji w 1948 roku Kriegsmarine będzie dysponować flotą nawodną o łącznej wyporności ponad miliona ton.
Zakładana liczba okrętów podwodnych oparta była na zapatrywaniach kapitäna zur See Karla Dönitza, który był zdania że do skutecznego odcięcia Wielkiej Brytanii od zaopatrzenia niezbędne jest 250 do 300 jednostek podwodnych. Przy takiej liczbie okrętów podwodnych, niemiecka marynarka byłaby w stanie w każdej chwili utrzymywać w morzu 100 U-Bootów.
Z punktu widzenia niemieckich planistów morskich, wojna z Francją i Wielką Brytanią przyszła o wiele wcześniej niż się jej spodziewano, zaś samemu planowi Z nigdy nie nadano wysokiego priorytetu. Wkrótce po wybuchu II wojny światowej, wysoki priorytet nadano budowie okrętów podwodnych, zaś najniższym priorytetem cieszyły się okręty ciężkie. Co więcej, w ostatnich dniach pokoju – gdy Wielka Brytania i Francja zawarły z Polską układ o wzajemnej pomocy – podczas spotkania admirałów Hermanna Boehma, Karla Dönitza i Ericha Raedera, ostatni z nich zaaprobował propozycję rezygnacji z budowy okrętów ciężkich oraz natychmiastowej budowy 300 okrętów podwodnych w tym co najmniej 200 ulepszonych średnich jednostek typu VII. Po ataku Niemiec na Polskę 1 września, Hitler nie zajął się jednak decyzją OKM.